# Grifols
Grifols, S.A. es una compañía global del sector salud líder mundial en la producción de medicamentos plasmáticos fundada en Barcelona en 1909. Con una plantilla de más de 23.800 personas, Grifols desarrolla, produce y proporciona servicios y soluciones sanitarias innovadoras en más de 110 países y regiones y mantiene presencia directa en más de 30.
Es la tercera mayor empresa del mundo en el sector de los hemoderivados y la primera de Europa, además de ser líder en el sector de la medicina transfusional.  La compañía también ofrece materiales biológicos de alta calidad para la investigación en ciencias de la salud, ensayos clínicos y fabricación de productos farmacéuticos y de diagnóstico, así como productos y servicios para hospitales. Su sede está en Sant Cugat del Vallès (Barcelona).
La actividad de Grifols se concentra en cuatro áreas terapéuticas principales: inmunología/enfermedades autoinmunes, enfermedades infecciosas, neumología y cuidados intensivos.

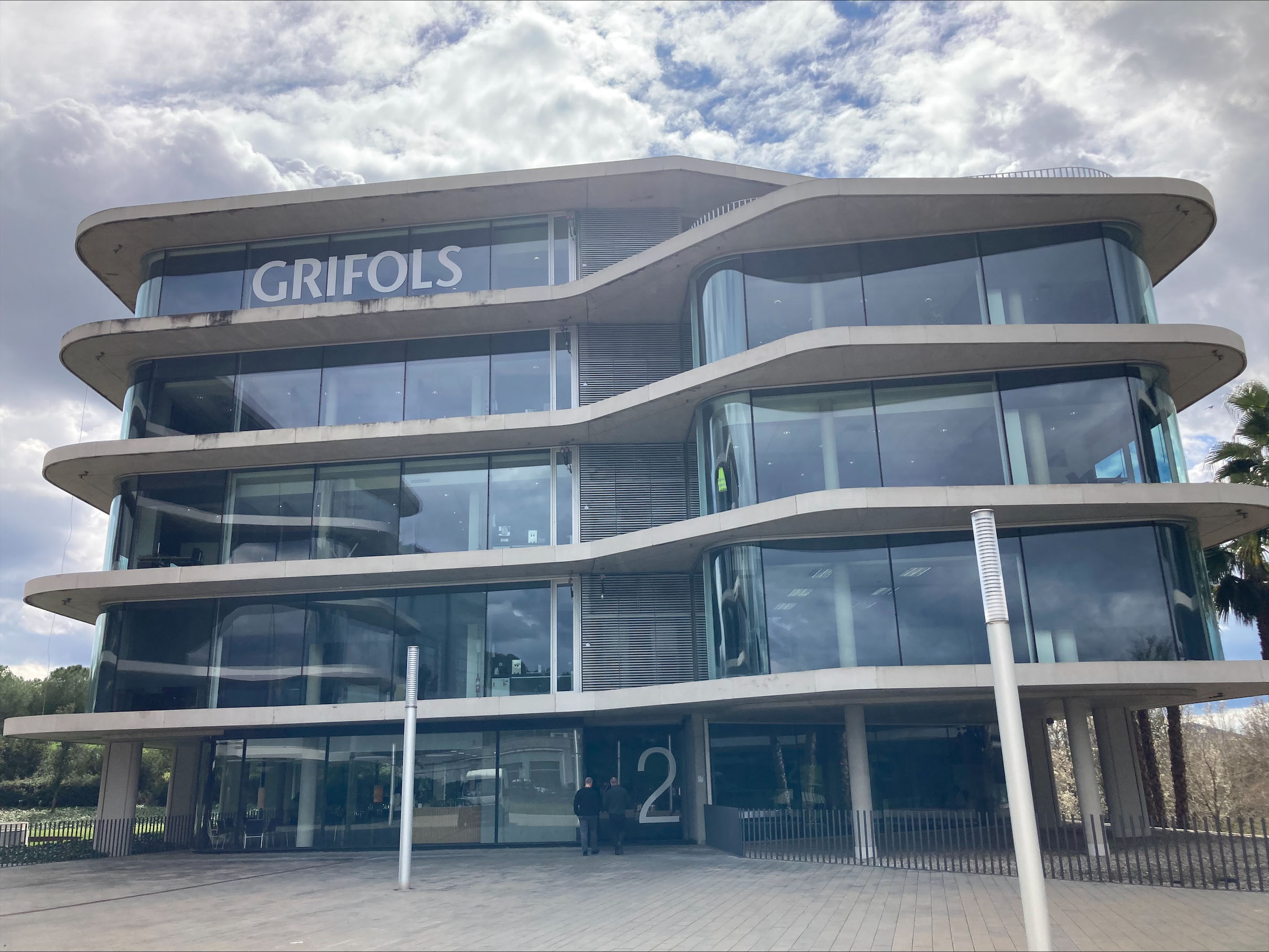
Sede de Grifols en Sant Cugat del Vallès (Barcelona)

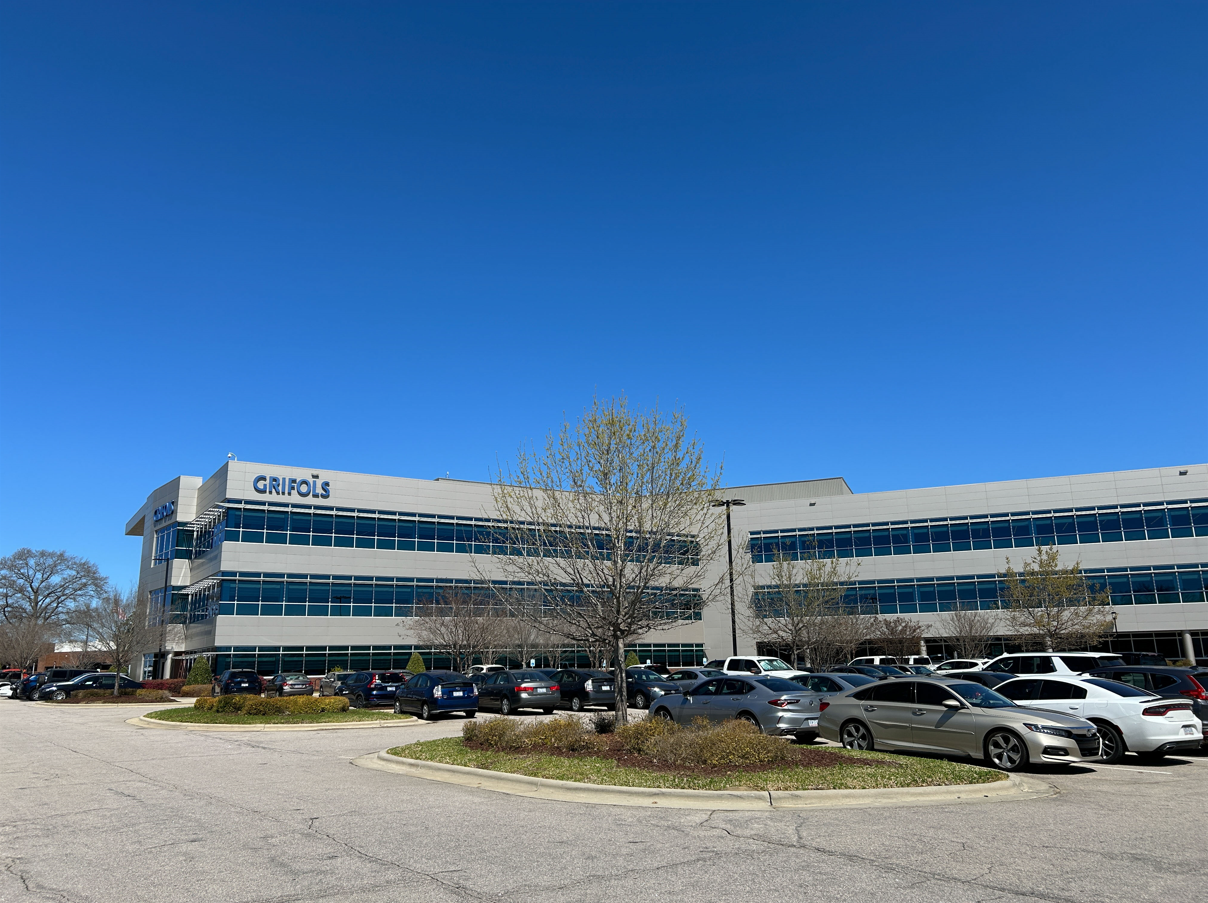
Instalaciones de Grifols en Clayton (Carolina del Norte, EE. UU.)

## Historia
La historia de Grifols empezó en 1909 cuando el hematólogo y científico Josep Antoni Grífols i Roig fundó un laboratorio de análisis clínicos en Barcelona: el Instituto Central de Análisis Clínicos, Bacteriológicos y Químicos, precursor de Laboratorios Grifols. En España, Grífols i Roig patentó el primer instrumento para realizar transfusiones de sangre indirectas, la flébula de transfusión. Después de la guerra, Grífols i Roig y sus hijos, Josep Antoni Grífols i Lucas, hematólogo, y Víctor Grífols i Lucas, químico y farmacéutico, fundaron Laboratorios Grifols, lo que marcó el inicio del negocio dedicado al análisis clínico y la preparación de plasma liofilizado (secado por congelación).
En 1952, por primera vez en el mundo, se publicaron los resultados de la aplicación sistemática de la técnica de plasmaféresis en humanos en el British Medical Journal gracias a un estudio liderado por Josep Antoni Grífols i Lucas. El fraccionamiento de plasma comenzó en Grifols en 1957 en Barcelona. En 1972, la producción se trasladó a la nueva planta industrial en Parets del Vallès (Barcelona).
En 1987 Victor Grifols Roura asumió el control de la compañía y se creó el holding Grupo Grifols, que asoció las empresas productivas de diagnóstico clínico, producción de derivados del plasma, soluciones parenterales y la empresa comercializadora de estos productos. A partir de ahí, en 1988, Grifols abrió su primera filial en Portugal, marcando el comienzo de la expansión internacional de la compañía.

## Bolsa
Desde el 17 de mayo de 2006, Grifols cotiza en la Bolsa española y desde el 2 de enero de 2008 lo hace en el IBEX 35. También está presente en el índice tecnológico Nasdaq de los EE. UU. desde el 1 de junio de 2011 tras la adquisición de Talecris Biotherapeutics.

## Adquisiciones
Grifols adquirió la compañía SeraCare, actualmente Biomat, en 2002 y con ella su primer grupo de centros de donación de plasma (43 en EE. UU.).
Al año siguiente, la compañía adquirió Alpha Therapeutic Corporation-Mitsubishi, incluyendo su planta de fraccionamiento de plasma en Los Ángeles (California, EE. UU). En 2011, Grifols adquirió la empresa estadounidense Talecris Biotherapeutics, convirtiéndose en el tercer mayor fabricante de medicamentos derivados del plasma en el mundo.
Grifols adquirió la unidad de diagnóstico de transfusiones de sangre de Novartis, con sede en Emeryville, California (EE. UU.), en 2014. Esta unidad formaba parte de Chiron, que había sido adquirida por Novartis en 2006. La compañía amplió su negocio de medicina transfusional con la adquisición de la unidad de transfusiones de Hologic en 2017,liderando la creación de reactivos e instrumentación basados en la tecnología NAT (detección de ácidos nucleicos).
En 2018, Grifols adquirió la empresa alemana Haema y su red de centros de donación y, en 2019, la compañía amplió aún más su red de centros de donación con la adquisición de Interstate Blood Bank Inc. Grifols cuenta en la actualidad con aproximadamente 400 centros de donación en todo el mundo, la mayoría de ellos ubicados en Estados Unidos.
Tras una importante inversión de capital en 2015, Grifols adquirió en 2020 las acciones restantes de Alkahest para impulsar y mejorar el conocimiento del proteoma plasmático. En 2021, la empresa adquirió el capital restante de GigaGen, una empresa biotecnológica estadounidense especializada en el descubrimiento y desarrollo temprano de anticuerpos policlonales recombinantes, después de haber adquirido una participación significativa en la compañía en 2017. En 2022, Grifols adquirió Biotest, un fabricante y proveedor alemán de medicamentos derivados del plasma.

## Alianzas estratégicas
El programa de autosuficiencia global de plasma de Grifols es una apuesta estratégica por las alianzas público-privadas para garantizar el suministro sostenible y a largo plazo de medicamos derivados del plasma en diversas regiones del mundo.
En 2020, Grifols firmó un acuerdo con la National Service Projects Organization de Egipto para establecer Grifols Egypt for Plasma Derivatives, una joint venture que construirá la primera plataforma integrada de suministro de plasma, permitiendo alcanzar la autosuficiencia de medicamentos plasmáticos en el país y la región. Dos años más tarde, en 2022, se firmó un acuerdo con Canadian Blood Services para acelerar la autosuficiencia de inmunoglobulina en Canadá.
Grifols también alcanzó una alianza estratégica con Haier Group, un líder global en innovación, a finales de 2023 para desarrollar el mercado de plasma chino. Esta iniciativa se basa en la alianza establecida en 2020 con Shanghai RAAS, una empresa líder en el sector de derivados del plasma en China.

## Productos principales
Grifols es uno de los principales proveedores mundiales de inmunoglobulina intravenosa (IVIG), albúmina, factor VIII y otros productos derivados del plasma. Las terapias que produce Grifols incluyen:
- Inmunoglobulinas para tratar a pacientes con inmunodeficiencias primarias y secundarias, trastornos neurológicos y otras enfermedades[34]
- Albúmina para tratar a pacientes en cuidados intensivos y personas con enfermedades hepáticas[35]
- Factor VIII para el tratamiento de la hemofilia A y otros trastornos relacionados con la sangre[36]
- Alfa-1 para tratar a pacientes con enfisema genético, un tipo de enfermedad pulmonar obstructiva crónica (EPOC)[37]
- Antitrombina para el tratamiento de la deficiencia hereditaria de antitrombina, un trastorno de la coagulación sanguínea[38]
- Inmunoglobulinas hiperinmunes específicas utilizadas para prevenir la rabia, el tétanos y otras enfermedades después de la exposición al patógeno[39]

## Operaciones industriales
Grifols cuenta actualmente con 15 instalaciones industriales en siete países. Entre ellas, destaca la planta de producción de Clayton, ubicada en Carolina del Norte (EE. UU.), que es una de las mayores plantas de fraccionamiento de plasma del mundo.
La capacidad de fraccionamiento de plasma de Grifols es actualmente de 22 millones de litros por año, con el objetivo de alcanzar los 26 millones en 2026. Este incremento refleja los continuos esfuerzos de la compañía para satisfacer la creciente demanda de medicamentos derivados del plasma. Todas las instalaciones de Grifols son diseñadas y construidas por Grifols Engineering, que también ofrece sus servicios de tecnología y consultoría a los sectores farmacéutico y biotecnológico.

## Investigación
La compañía cuenta con más de 1.200 investigadores que trabajan en sus 12 centros de Investigación y Desarrollo alrededor del mundo. Grifols se enfoca en el desarrollo de potenciales nuevas opciones de tratamiento basadas tanto en plasma como en una nueva clase de terapias de anticuerpos recombinantes. La compañía está investigando una variedad de patologías, desde inmunodeficiencias hasta trastornos respiratorios y condiciones relacionadas con la edad, con el objetivo de crear nuevos tratamientos. Además, Grifols desarrolla nuevos diagnósticos para el cribado sanguíneo.

## Compromiso social
Grifols cuenta con tres fundaciones que buscan generar un impacto positivo en la sociedad más allá de sus actividades comerciales:
- Fundació Víctor Grífols i Lucas: Creada en 1998, tiene el objetivo de promover la investigación, la educación y el debate en bioética entre profesionales de la salud, investigadores biomédicos, ciudadanos y organizaciones[42]
- Fundación Probitas: Establecida en 2008 para contribuir a mejorar la salud física, psicológica y emocional, así como las oportunidades de igualdad de las personas en situaciones de vulnerabilidad[43]
- Fundación José Antonio Grífols Lucas: Desde 2008, esta fundación ha apoyado a las comunidades donde Grifols tiene centros de donación de plasma en EE. UU. mediante iniciativas en salud, bienestar y educación[44]

Grifols ha recibido importantes reconocimientos en materia de sostenibilidad, destacando como la empresa biotecnológica número uno en los Índices Best-in-Class de Dow Jones (anteriormente conocidos como DJSI) en 2024. Además, y entre otros, ha recibido la Medalla de Oro de EcoVadis en 2024 por segundo año consecutivo.

## Irregularidades en la información financiera
El 9 de enero de 2024 la firma bajista estadounidense Gotham City Research emitió un informe en el que acusaba a Grifols de maquillar sus cuentas. Dichas acusaciones provocaron una fuerte caída de las acciones en bolsa y una crisis de confianza en la empresa. Grifols denunció a Gotham ante la justicia española y la estadounidense por considerar que el informe contenía afirmaciones falsas que podrían haber facilitado un ataque especulativo sobre la compañía. En mayo de 2025 un tribunal federal del Estado de Nueva York dictaminaba, respecto a este caso, que existen indicios suficientes para seguir un procedimiento por difamación contra Gotham.
El 6 de agosto de 2025, el Boletín Oficial del Estado español publicó la decisión de la Comisión Nacional del Mercado de Valores español por el que se le impusieron dos sanciones a Grifols S.A. y a sus consejeros. La primera de la sanciones, de carácter muy grave, se impuso por incumplir el artículo 282.1.b) de la Ley 6/2023, de 17 de marzo, de los Mercados de Valores y de los Servicios de Inversión, consistente en "El suministro a la CNMV (Comisión Nacional del Mercado de Valores) de la información financiera regulada con datos inexactos o no veraces, o de información engañosa o que omita aspectos o datos relevantes". La segunda de las sanciones, de carácter grave, se impuso por incumplir el artículo 292.1.f) de dicha ley: "La falta de inclusión en el informe de gestión de las sociedades cotizadas de la información exigida por el artículo 262 [de la Ley de Sociedades de Capital] o la existencia de omisiones o datos falsos o engañosos".